# Achias clastus
Achias clastus är en tvåvingeart som beskrevs av Mcalpine 1994. Achias clastus ingår i släktet Achias och familjen bredmunsflugor. Inga underarter finns listade i Catalogue of Life.